# 브라운보베리앤시

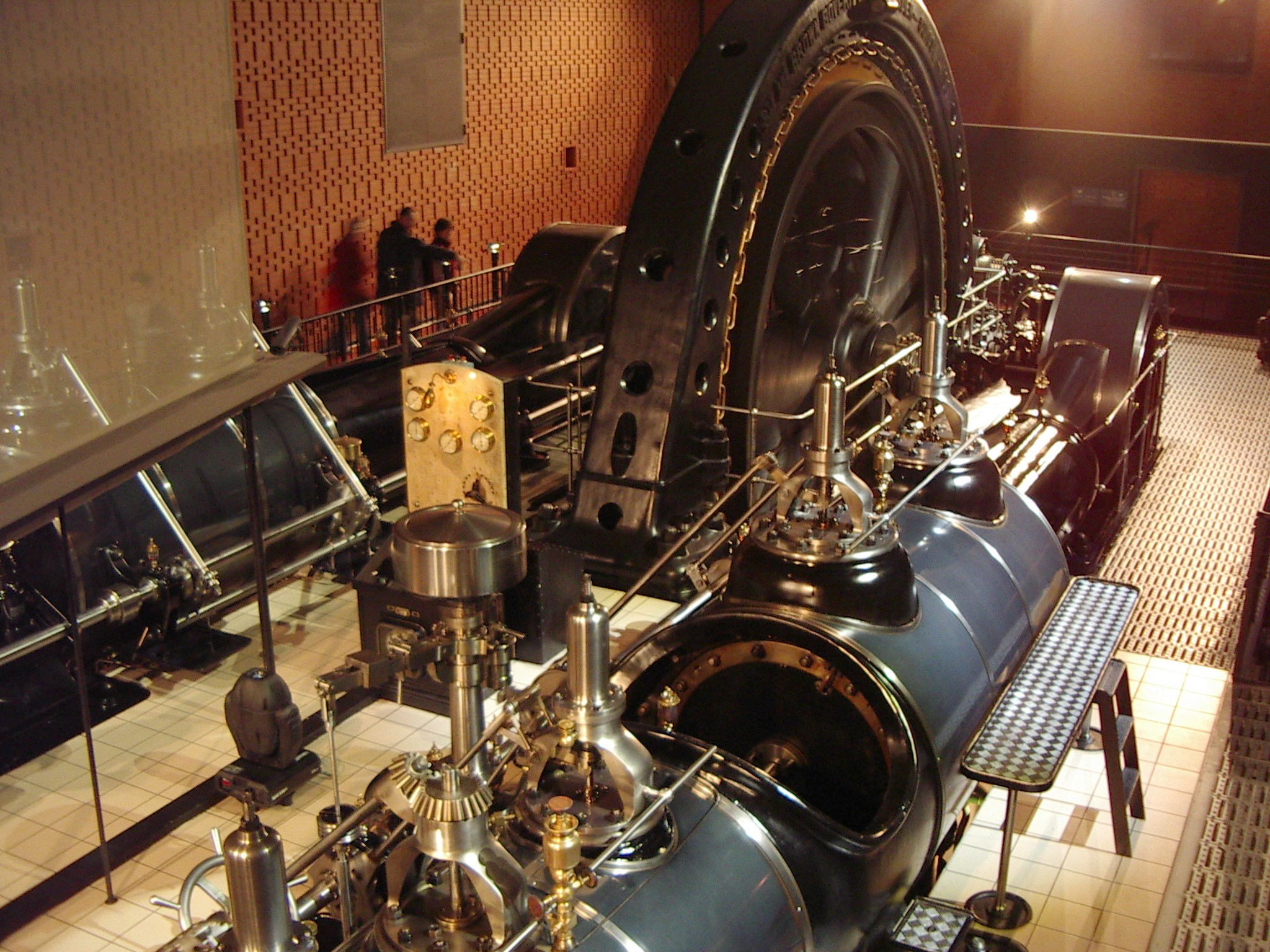
Sulzer 증기기관과 브라운보베리 교류발전기 (1901년, 프랑스 일렉트로폴리스 박물관)

브라운보베리앤시(Brown, Boveri & Cie, BBC)는 과거의 스위스의 전기공학 기업들의 그룹이다. 찰스 유진 랜슬롯 브라운(Charles Eugene Lancelot Brown)과 월터 보베리(Walter Boveri)가 Maschinenfabrik Oerlikon에서 일하던 1891년 취리히에서 설립되었다. 1970년 BBC는 Maschinenfabrik Oerlikon을 인수했다. 1988년 ASEA와 합병하여 ABB 그룹이 설립되었다.

## 기관차 및 기동차

### 전기
- SBB-CFF-FFS RABDe 12/12
- SBB-CFF-FFS RBe 540
- SBB-CFF-FFS RBDe 560
- PRR O1

### 가스 터빈
- SBB-CFF-FFS Am 4/6 1101
- British Rail 18000

## 트램
- Tram 2000

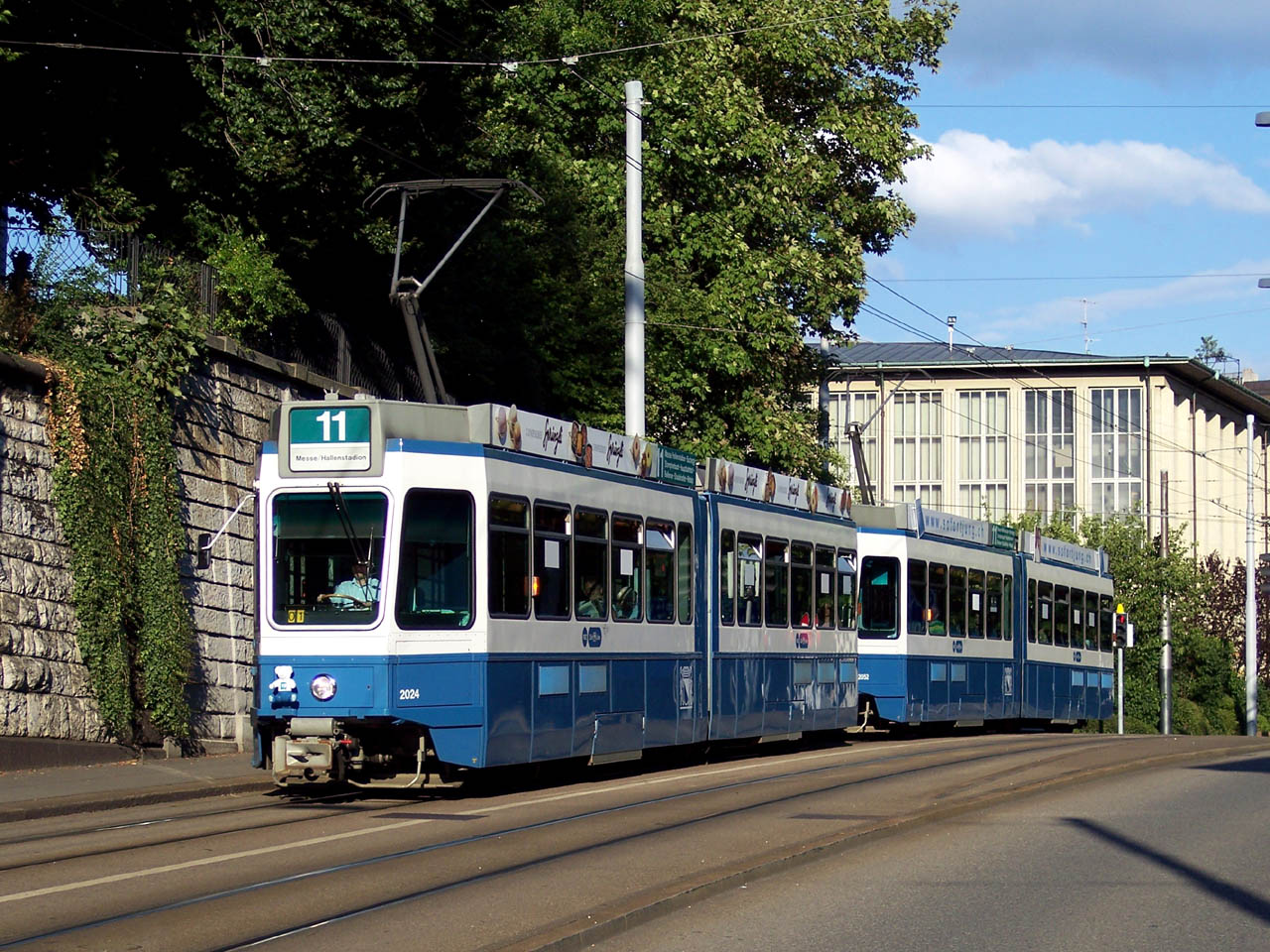
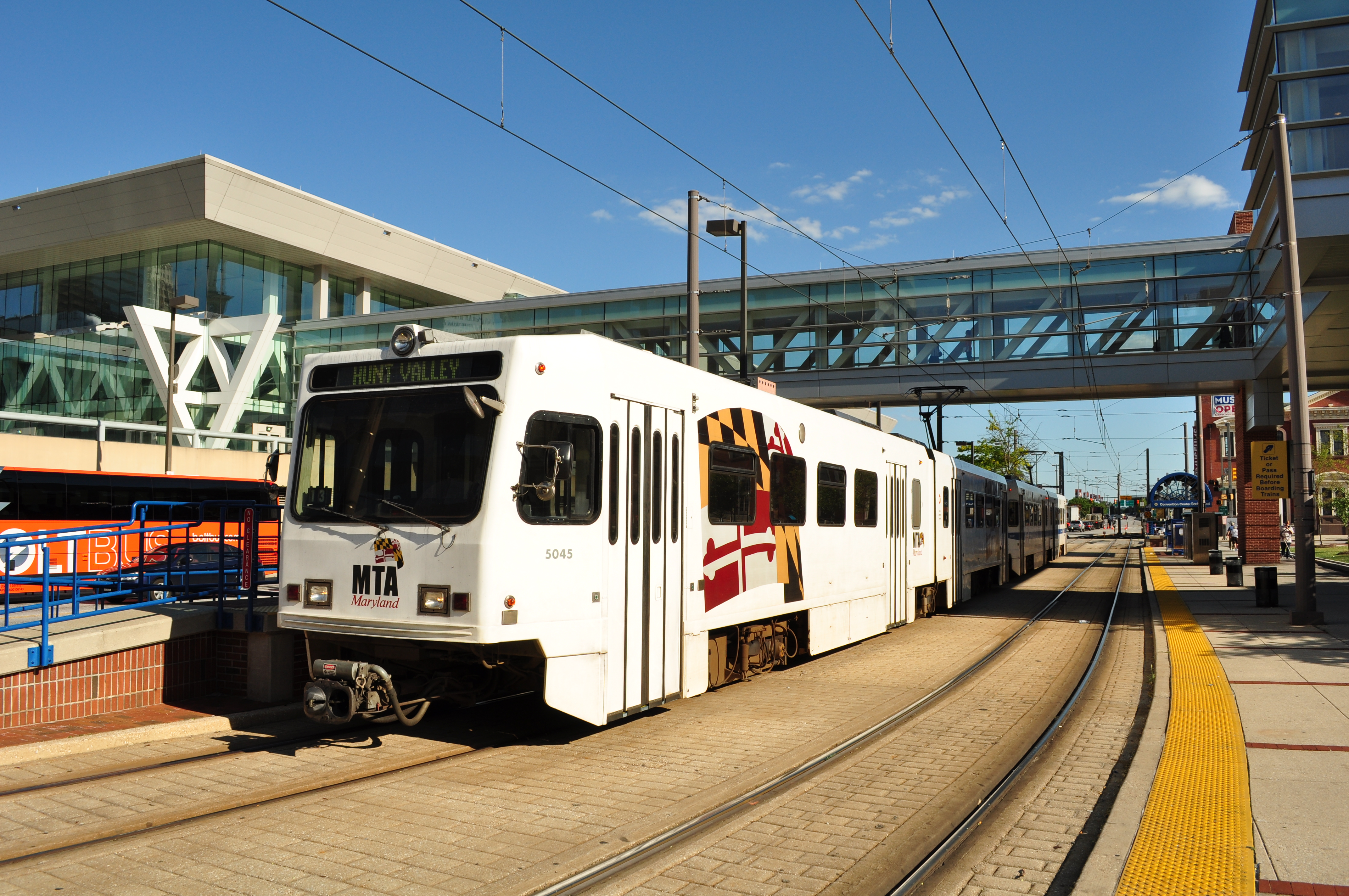

- Baltimore Light Rail LRV